# Jacopo Contarini

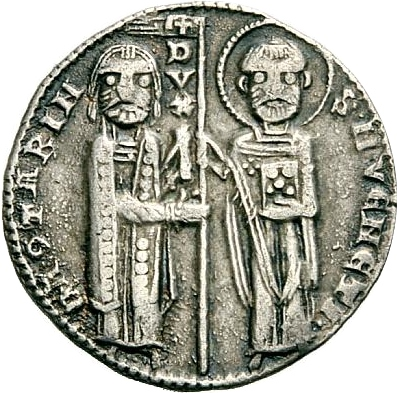
Silbergrosso aus der Zeit des „IA • 9TARIN DVX“ mit der seit Enrico Dandolo konventionellen Darstellung des Dogen und des Evangelisten Markus

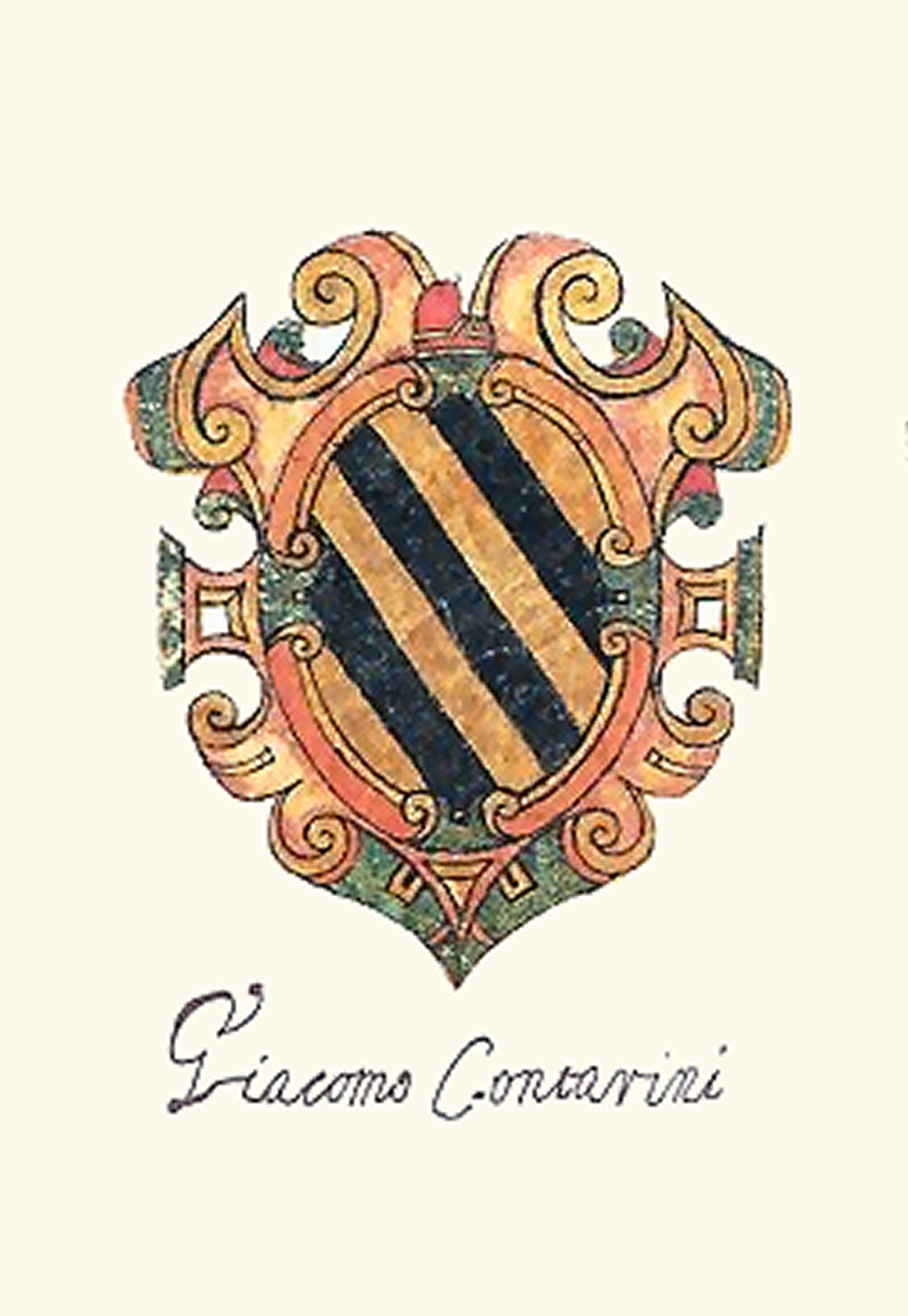
Wappen des „Giacomo Contarini“ nach Vorstellungen des 17. Jahrhunderts

Jacopo Contarini, auch Giacomo Contarini (* um 1193 in Venedig; † 6. April 1280 ebenda), war, folgt man der staatlich gesteuerten Geschichtsschreibung der Republik Venedig, ihr 47. Doge. Er regierte von seiner Wahl am 6. September 1275 bis zu seiner Abdankung am 6. März 1280.
Als Angehöriger einer der einflussreichsten Familien stieg er nicht innerhalb der vermögenden Kaufmannsschicht auf, sondern ausschließlich im innersten Kreis. Doch wurde er erst in hohem Alter zum Dogen gewählt. Dauerhaft wurde der Einfluss des Dogen bei dieser Gelegenheit eingeschränkt, seine Wirtschaftstätigkeit musste er beenden, auch durften Dogen fortan nur noch Venezianerinnen heiraten, es sei denn, die zentralen Gremien gestatteten dies. Naturkatastrophen, Hunger und Unruhen begleiteten seine Amtszeit ebenso, wie zähe Konflikte mit dem Papst in Oberitalien, mit der Republik Genua im Fernhandel und dem Byzantinischen Reich.

## Familie
Jacopo Contarini war nach Domenico I. Contarini der zweite von acht Dogen aus der weitverzweigten Familie Contarini. Außer den Dogen gab es eine große Anzahl von Prokuratoren, Kardinälen, Patriarchen, Gelehrten und Admirälen mit Namen Contarini. Drei Frauen aus der Familie waren mit Dogen verheiratet und damit Dogaresse: Elisabetta Contarini mit Francesco Dandolo, Contarina Contarini mit Nicolò Marcello und Cecilia Contarini mit Sebastiano Venier.
Jacopo war Sohn eines Domenico. Er wurde um 1193 in eine der ältesten und einflussreichsten Familien Venedigs geboren. Der Chronist Martino da Canale bezeichnet diese als „de haut lignaje“. Er stamme „per rectam lineam“ von Domenico Contarini ab, dem Dogen der Jahre 1043 bis 1071. Möglicherweise ist er mit einem Domenico identisch, der 1198 als Berater des Dogen Enrico Dandolo fungierte. Domenico stammte aus dem Familienzweig von Santa Maria Mater Domini, der aber in der Folge als von San Silvestro bezeichnet wurde.
Generell besteht bei der Vorliebe in der Familie für nur wenige Namen große Unsicherheit, was die Identifizierung der Individuen betrifft. Daher ist auch bei Jacopo Contarini Vieles ungesichert. Durch das nach seinem Tod aufgestellte Epitaph ist bekannt, dass er mit einer „Iacobina“ verheiratet war, von der außer ihrem Namen nichts überliefert ist. Die Namen dreier Söhne sind aus den erhaltenen Listen der Mitglieder des Großen Rates bekannt, nämlich Giovanni, Pietro und Marino. Jeder von ihnen ist ausdrücklich als „filius Iacobi S. Silvestri“ näher bezeichnet. Möglicherweise hatte er auch einen Bruder namens Marino. Die Überlieferung weiß zudem von einem vierten Sohn namens Enrico, der angeblich später Bischof von Treviso geworden sein soll. Bei Martino da Canal erscheint ein Enrico Contarini, doch handelt es sich um einen Sohn des Dogen Domenico Contarini, nicht des Jacopo. Außerdem war er Bischof von Castello, nicht von Treviso. Der Bischof von Torcello testiert im Jahr 1285, doch heißt seine Mutter Maria, nicht Iacobina.

## Ämter
Über seine Vermögenslage ist nichts bekannt. Sein Name taucht in keiner Quelle aus dem agrarischen oder Handelsbereich auf. Möglicherweise war Jacopo Contarini jener „iudex et consiliator“, der 1247 zusammen mit Jacopo Ziani eine Urkunde unterschrieb. 1252 taucht er als Ratgeber des Dogen auf, wenn auch das Dokument an dieser Stelle nicht eindeutig ist. Dabei ging es um die vom Dogen angewiesene Überlassung der Kykladeninsel Andros durch Andrea Ghisi an die Republik Venedig. 1260 erscheint er als advocator comunis, eine Art Ankläger und Verteidiger der Rechte der Kommune. 
Neben Egidio Querini, Andrea Zeno und Marco Badoer war er 1261 als Gesandter in Rom. Dabei ging es nicht nur um einen diplomatischen Besuch beim neu gewählten Papst Urban IV., sondern vor allem um Unterstützung bei der Rückgewinnung von Konstantinopel, bzw. des Lateinischen Kaiserreichs. Die alte Hauptstadt hatte sich das Kaiserreich Nikaia, eines der Nachfolgereiche des Byzantinischen Reichs, in einem Handstreich zurückgeholt.
Bezeichnend für seinen Aufstieg ist die Tatsache, dass er am 12. März 1265 zusammen mit Jacopo Dolfin als Gesandter nach Konstantinopel zu Kaiser Michael VIII. gewählt wurde. Die Männer sollten eine temporäre Einigung erreichen. Doch Doge und Venezianer waren mit dem Ergebnis unzufrieden. Erst drei Jahre später wurde die Vereinbarung ratifiziert. Unklar bleibt, ob das Kalkül der Gesandten erfolglos war, oder ob man in Venedig versuchte, bessere Bedingungen herauszuholen.
Nach Marco Barbaro wurde Jacopo Contarini am 3. April 1267 zum Procuratore sopra le Commissarie gewählt, ein Amt, das er noch innehatte, als der Doge Lorenzo Tiepolo starb.

## Das Dogenamt

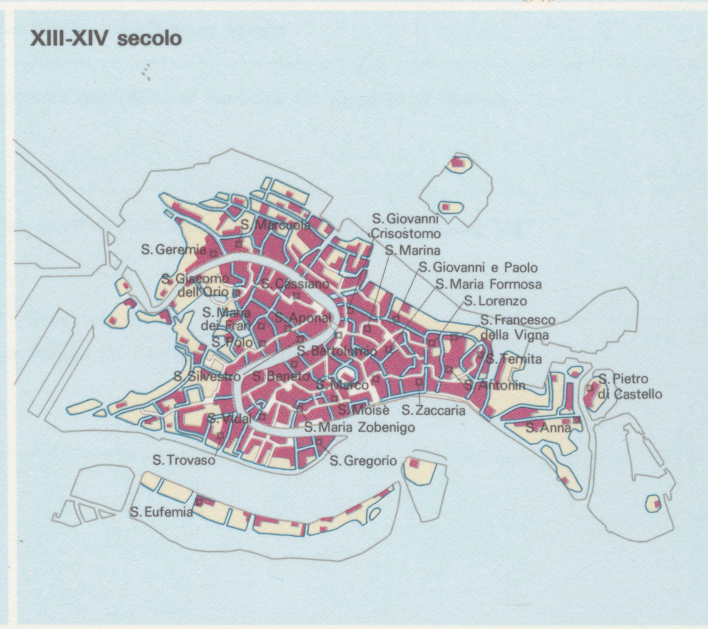
Karte der Inseln Venedigs im 13./14. Jahrhundert

Jacopo Contarini wurde am 6. September 1275 zum Dogen gewählt. Er war schon mehr als 80 Jahre alt und kränklich, war also offenbar ein Verlegenheitskandidat. 
Die dominierenden Familien nutzten die Gelegenheit, das Amt des Dogen weiter in seinen Befugnissen zu beschneiden. Diese Aufgaben und vor allem Restriktionen wurden in einem Dokument, der Promissione ducale, zusammengefasst, das immer wieder überarbeitet wurde. Diese Aufgabe übernahmen anlässlich jeder Dogenwahl die Correttori della Promissione ducale. Das von ihnen abgefasste Dokument musste der neue Doge öffentlich beeiden. 
Fortan durfte der Doge demnach keine feudi für sich oder seine Söhne annehmen, ja, er musste diejenigen, die er bereits vor der Wahl besessen hatte, abtreten. Er durfte ohne Erlaubnis der Consilia, der höchsten Ratsgremien, keine ausländische Frau heiraten. Er hatte sich aus innenpolitischen Auseinandersetzungen herauszuhalten, und er hatte jede Beziehung zu Venezianern oder Nichtvenezianern zu meiden, die ihm Vorteile oder Privilegien einbringen könnten. Im Gegensatz zu früheren ‚Versprechen‘ begann die neue Fassung ohne Prolog mit den Worten „Nos Iacobus, Dei gratia Venecie, Dalmacie atque, Chroacie dux, dominus quarte partis et dimidie totius imperii Romanie, promittentes promittimus“. Die bis dahin gültigen Formeln, mit denen sich der Doge dem Volk in der Markuskirche feierlich präsentiert hatte, wodurch er eine höhere Legitimation als die bloße Wahl erlangt hatte, entfiel. Der Doge sollte also von seinen weit in die Vergangenheit zurückreichenden Wurzeln in der Wahl durch das Volk abgeschnitten, seine Macht und seine Bereicherungsmöglichkeiten noch einmal erheblich beschnitten werden. Vor allem der Kleine Rat und die Quarantia, der innere Kreis, sollten ihn kontrollieren und steuern. Es war ihm dabei strikt verboten, die Vorstände der Zünfte oder gar deren Angehörige herbeizurufen, um die öffentliche Ordnung zu verteidigen – es sei denn mit Erlaubnis der Mehrheit der Dogenräte. Unter diesen Bedingungen, gleichsam als bloßer Interpret der Entscheidungen der ihn umgebenden Gremien, wurde Jacopo Contarini am 6. September 1275 zum Dogen gewählt.
Gleich zu Anfang seiner Amtszeit litt Venedig unter einem harten Mangel an Getreide, einer Teuerung. Es folgte ein Sterben, dann ein heftiges Erdbeben in weiten Teilen Italiens. Während seiner kurzen Regierungszeit kam es außerdem zu einem schweren Konflikt mit Rom um die Vorherrschaft über Ancona, die der neu gewählte Papst Nikolaus III. für sich beanspruchte, und der 1278 eine Bestätigung seiner Ansprüche auf die Marken und auf Ancona durch den römisch-deutschen König erhalten hatte. Mit der Androhung der Exkommunikation Venedigs, versuchte der Papst seinen Ansprüchen Nachdruck zu verleihen.
Besonders aber waren die Beziehungen zur Rivalin Genua weiterhin gespannt, ebenso wie zu Byzanz, mit dem 1278 aber immerhin ein auf zwei Jahre befristeter Vertrag zustande kam. Capodistria verlangte eine größere Eigenständigkeit in Form eines Gremiums aus Sapientes, die mit umfassenden Befugnissen ausgestattet sein sollten. 
Die Lasten trugen die Venezianer, unter denen es zu Unruhe kam. Die Signori di Notte, die ‚Herren der Nacht‘, und die „Quinque de pace“, also die Magistrate, die für die Einhaltung der öffentlichen Ordnung zuständig waren, wurden häufiger tätig. Unter Führung eines Giovanni Saraceno kam es zu Unruhen, die jedoch unterdrückt wurden. Giovanni Saraceno wurde auf Lebenszeit verbannt.
Offenbar war der Doge kaum noch in der Lage, das Bett zu verlassen. Um ihn zu ersetzen, wurde der ebenfalls bereits alte Ratsherr Niccolò Navigaioso vorgeschlagen. Schließlich gab Contarini sein Amt zwischen Februar und März 1280 auf. Aus einem Beschluss vom 15. März geht hervor, dass man bereits die Wahl seines Nachfolgers vorbereitete. Dieser wurde schließlich am 25. März gewählt. 
Jacopo Contarini zog sich in seinen Palazzo Boccasi in der Gemeinde S. Luca zurück, wo er am 6. April 1280 starb. Der Palast gehörte den Boccasi, die aus Parma stammten.
Er wurde im Kreuzgang der Frari-Kirche beigesetzt. Sein Grabmal, auf dem der Doge und die Dogaressa kniend dargestellt waren, ist nicht erhalten, es wurde Ende des 18. Jahrhunderts zerstört. Auf ihrem Epitaph hieß es zur letzten Ruhestätte des Dogenpaares: „Hic requiescit Dominus Iacobus Contarenus Dux inciytus Venetiarum et Domina Iacobina eius uxor Ducissa“.

### Rechtsetzende Quellen
- Roberto Cessi (Hrsg.): Liber Plegiorum & Acta Consilii Sapientum, in: Ders. (Hrsg.): Deliberazioni del Maggior Consiglio di Venezia, 3 Bde., Bd. I, Bologna 1950, S. 271, 274, 277, 294 f., 299, 303 und passim.
- Roberto Cessi (Hrsg.): Deliberazioni del Maggior Consiglio di Venezia, 3 Bde., Bd. II, Bologna 1931, S. 39 („de salario domini Ducis“), 53 (advocator), 120 (consigliere dogale), 216 f., 290 f. (zu gesellschaftlichen Spannungen).
- Staatsarchiv Venedig, Secreta Collegio, reg. 1, ff. 25r ss. (dazu 1r, 17r, 41r)
- Staatsarchiv Venedig, Procuratori di S. Marco de Ultra, busta 157, n. 2 (Testament des Bischofs Enrico Contarini).

### Handels- und Wirtschaftsquellen
- Gottlieb Lukas Friedrich Tafel, Georg Martin Thomas (Hrsg.): Urkunden zur älteren Handels- und Staatsgeschichte der Republik Venedig (=Fontes Rerum Austriacarum, Abt. II. Diplomataria et Acta), 3 Bde., Bd. III,  Wien 1857, S. 62 ff, besonders S. 78, 88, 92 f., 133 ff (Gesandtschaft nach Konstantinopel).
- Raimondo Morozzo della Rocca, Antonino Lombardo (Hrsg.): Documenti del commercio veneziano nei secoli XI–XIII, 2 Bde., Turin 1940, n. 783.

### Erzählende Quellen
- Ester Pastorello (Hrsg.): Andrea Dandolo, Chronica per extensum descripta aa. 460-1280 d.C. (= Rerum Italicarum Scriptores XII,1), Nicola Zanichelli, Bologna 1938, S. 311 (Gesandtschaft bei Urban IV.), 321–327 (Dogat). (Digitalisat, S. 320 f.)
- Marino Sanuto: Vitae Ducum Veneticorum... (=Rerum Italicarum Scriptores, XXII), Mailand 1733, Sp. 568–572.
- Roberto Cessi, Fanny Bennato (Hrsg.): Venetiarum historia vulgo Petro Iustiniano Iustiniani filio adiudicata, Venedig 1964, S. 184 f.
- Alberto Limentani (Hrsg.): Martin da Canal, Les estoires de Venise. Cronaca veneziana in lingua francese dalle origini al 1275, Olschki, Florenz 1972, S. LXIV n. 3, 355–373 (vgl. Martino da Canale).
- Staatsarchiv Venedig: Marco Barbaro, Arbori dei patritii veneti ricoppiati con aggiunte di Antonio Maria Fosca, 7 Bde., II, f. 439.

## Literatur

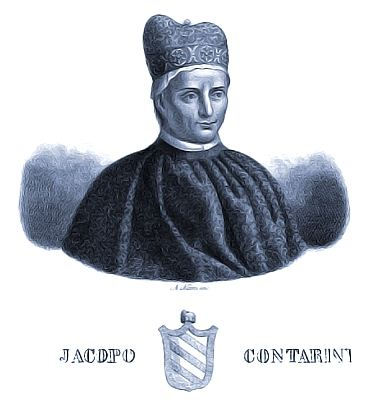
Phantasieporträt Jacopo Contarinis von Antonio Nani, 1834